# Ondřej Valenta
Ondřej Valenta (* 27. ledna 1973 Ústí nad Orlicí) je bývalý český běžec na lyžích, který závodil v letech 1993–1995.
Startoval na ZOH 1994, kde jeho nejlepším individuálním výsledkem bylo 34. místo v závodě na 30 km volným způsobem. Zúčastnil se i závodu na 50 km klasicky, kde se umístil na 58. příčce. V prosinci 1993 skončil osmý v závodě Kontinentálního poháru.